# アーマー統監
アーマー統監（アーマーとうかん、英語: Lord Lieutenant of Armagh）は、イギリスの官職。統監の1つで、アーマー県を担当する。1831年首席治安判事（アイルランド）法（Custos Rotulorum (Ireland) Act 1831）により、Governor職を置き換える形で設立され、アーマー首席治安判事も兼任する。1921年に北アイルランドが成立した後も引き続き任命されている。

## 一覧
- 1831年10月17日 – 1849年3月27日：第2代ゴスフォード伯爵アーチボルド・アチソン（英語版）[2]
- 1849年7月3日 – 1864年：ジェームズ・モリニュー・コールフィールド（のち第3代チャールモント伯爵）[2]
- 1864年2月8日 – 1864年6月15日：第3代ゴスフォード伯爵アーチボルド・アチソン（英語版）[2]
- 1864年7月9日 – 1882年1月15日：第2代ラーガン男爵チャールズ・ブラウンロー[2]
- 1883年4月5日 – 1920年：第4代ゴスフォード伯爵アーチボルド・アチソン（英語版）[2]
- 1920年9月16日 – 1924年6月8日：初代アーマーデイル男爵ジョン・ロンズデール（英語版）[2]
- 1924年7月7日 – 1939年：ヘンリー・ブルース・ライト・アームストロング（英語版）[2]
- 1939年12月5日 – 1981年1月21日：ノーマン・ストロング（英語版）（のち第8代準男爵）[2]
- 1981年7月20日 – 1989年：フレデリック・マイケル・アレグザンダー・トレンス＝スペンス（英語版）[2]
- 1989年5月15日 – ：第7代カリドン伯爵ニコラス・アレグザンダー（英語版）[2]